# Grand Prix automobile de Grande-Bretagne 1962
GP précédent GP suivant
Le Grand Prix de Grande-Bretagne 1962 (XV British Grand Prix), disputé sur le circuit d'Aintree le 21 juillet 1962, est la cent-septième épreuve du championnat du monde de Formule 1 courue depuis 1950 et la cinquième manche du championnat 1962.

## Contexte avant la course

### Le championnat du monde
Depuis la saison précédente, la Formule 1 suit la réglementation 1 500 cm3 (dérivée de l'ancienne Formule 2 de la période 1957 à 1960), s'appuyant sur les points suivants :
- interdiction des moteurs suralimentés
- cylindrée minimale : 1 300 cm3
- cylindrée maximale : 1 500 cm3
- poids minimal : 450 kg (à sec)
- double circuit de freinage obligatoire
- arceau de sécurité obligatoire (le haut du cerceau devant dépasser le casque du pilote)
- démarreur de bord obligatoire
- carburant commercial
- ravitaillement en huile interdit durant la course

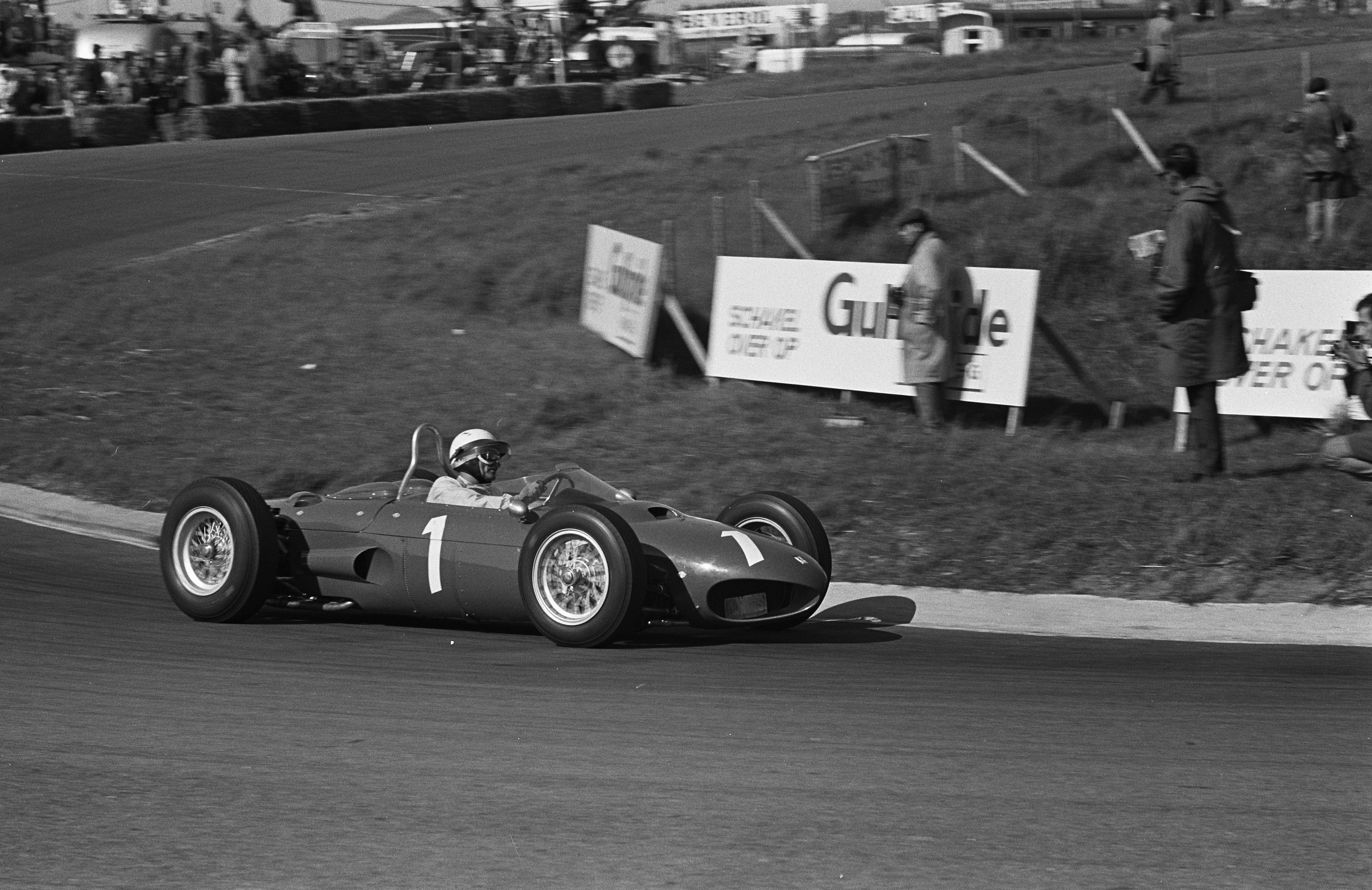
Dominatrices en 1961, les Ferrari 156 sont cette saison rentrées dans le rang.

Après une année 1961 sous domination de la Scuderia Ferrari, les constructeurs britanniques sont revenus au premier plan de la scène sportive, disposant désormais de moteurs V8 presque aussi puissants que les V6 italiens. En proie à des problèmes de tenue de route, les Ferrari sont maintenant surclassées par leurs concurrentes anglaises et n'ont cette année encore remporté aucune épreuve de championnat, championnat très ouvert puisque Graham Hill (BRM), Bruce McLaren (Cooper), Jim Clark (Lotus) et Dan Gurney (Porsche) ont chacun gagné une manche ; champion du monde en titre, Phil Hill a dû se contenter des places d'honneur, la remarquable fiabilité des monoplaces italiennes lui permettant toutefois de pointer à la seconde place du classement provisoire, à deux points de Graham Hill. Les difficultés rencontrées par la Scuderia sont aggravées par les grèves affectant l'industrie italienne, freinant les possibilités de développement, contrairement à la situation du constructeur allemand Porsche qui, après un début de saison très difficile, est parvenu à mettre au point sa monoplace à moteur huit cylindres.

### Le circuit
Inauguré en 1954, le circuit permanent d'Aintree fut réalisé à l'intérieur de l'enceinte de l'hippodrome de la ville. Stirling Moss y remporta cette année-là le Daily Telegraph Trophy au volant de sa Maserati 250F. Développant trois miles (4,828 km), son tracé est relativement sinueux, le record du tour officiel étant détenu par Jim Clark, auteur d'un tour à 152,5 km/h de moyenne lors de la course des 200 Miles, en avril dernier, au volant de sa Lotus. L'enceinte peut accueillir jusque cent quarante mille spectateurs, qui bénéficient d'une belle vue d'ensemble de l'autodrome.

## Monoplaces en lice
- Ferrari 156 "Usine"

La Scuderia Ferrari avait prévu l'engagement de trois voitures pour Phil Hill, Ricardo Rodríguez et Giancarlo Baghetti, mais les grèves sévissant en Italie ont affecté leur préparation ; une seule 156 F1 a été amenée, confiée à Hill. Il s'agit du châssis utilisé par le champion du monde à Monaco, équipé de la nouvelle boîte de vitesses à six rapports. Elle pèse près de 500 kg. Bien que disposant du moteur le plus puissant du plateau (V6 de 200 chevaux), la Ferrari 156 est nettement surclassée par ses concurrentes sur les circuits sinueux. Une nouvelle monoplace (156/62P), plus légère et plus rigide, a été réalisée sous la direction de Mauro Forghieri, mais quelques semaines de mise au point sont encore nécessaires avant son apparition en course.
- BRM P57 "Usine"

L'équipe britannique a préparé trois P57, Graham Hill disposant ayant le choix entre sa monoplace habituelle (identique à celle de son coéquipier Richie Ginther) et une version un peu allégée et à voie arrière élargie, tout juste sortie des ateliers de Bourne. Conçues par Tony Rudd, ces monoplaces sont équipées d'un V8 alimenté par un système d'injection indirecte Lucas de 193 chevaux et d'une boîte de vitesses à cinq rapports. Moteur et transmission sont réalisés en interne. Une boîte de vitesses Colotti à six rapports fut utilisée par Ginther en début de saison, mais se révéla peu fiable. Les P57 pèsent environ 475 kg.
- Lotus 25 & 24 "Usine"

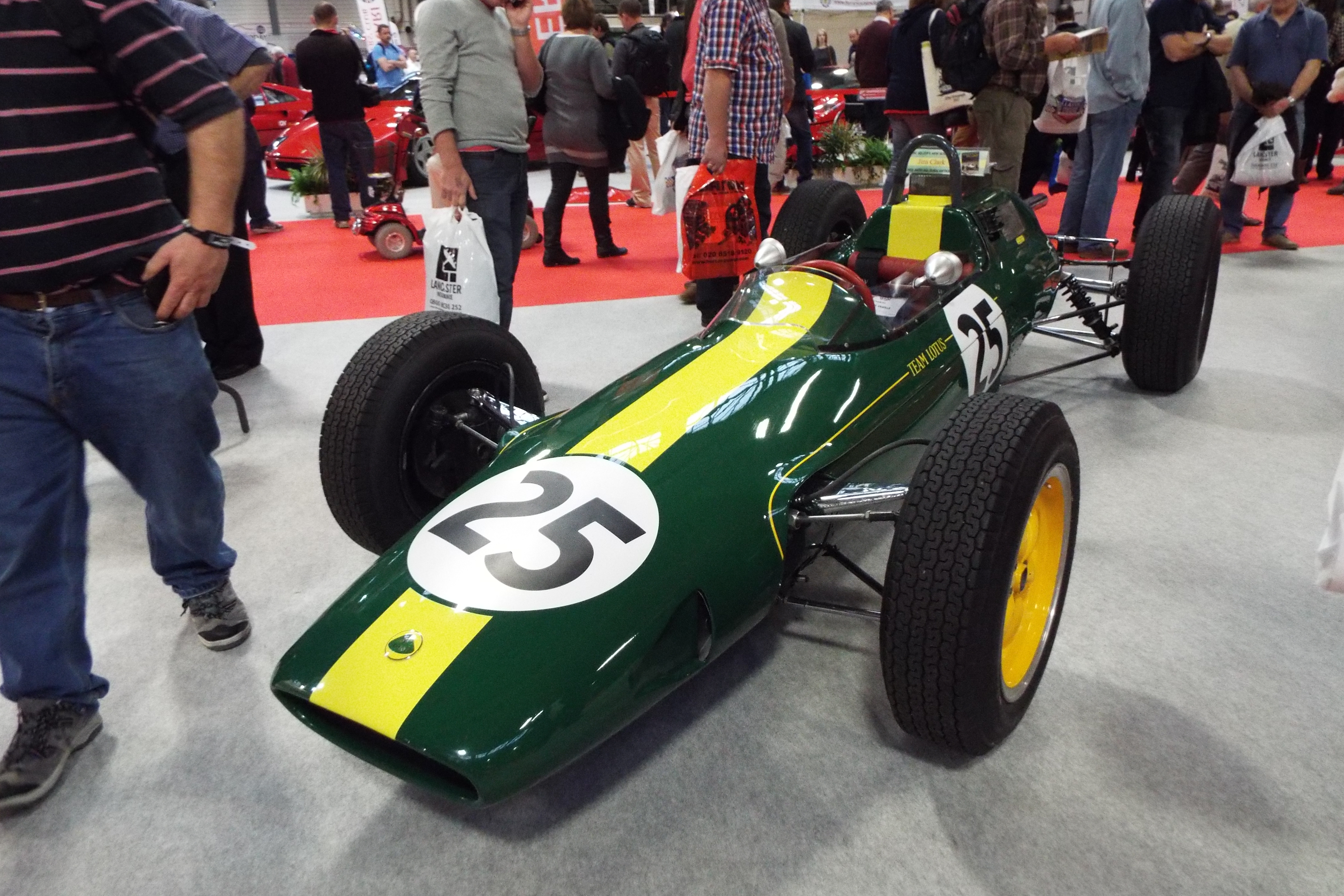
La Lotus 25 de Jim Clark, à châssis monocoque.

Après la collision survenue entre les voitures de Maurice Trintignant et Trevor Taylor à l'arrivée du Grand Prix de France à cause du blocage de la piste par le service d'ordre, ce dernier ne peut disposer de sa Lotus 25 et doit se rabattre sur la Lotus 24 de l'équipe. Seul Jim Clark dispose donc de la révolutionnaire 25, à châssis monocoque. Pesant seulement 455 kg, elle dispose cependant d'une coque particulièrement rigide, garantissant une tenue de route très efficace sur piste sèche. Particulièrement basse, elle impose une position de conduite très allongée. Elle utilise le moteur Coventry Climax FWMV (V8, 181 chevaux à 8200 tr/min), accouplé à une boîte de vitesses ZF à cinq rapports. D'un poids équivalent, la 24 utilise les mêmes éléments mécaniques mais son châssis tubulaire, quatre fois moins rigide, ne lui confère pas les mêmes qualités dynamiques.
- Lotus 24 privées

Engagé sur la Lotus 24 de Rob Walker, Maurice Trintignant a dû déclarer forfait, sa monoplace, impliquée dans la collision du Grand Prix de France, n'ayant pu être réparée à temps pour l'épreuve britannique. Jack Brabham s'aligne une fois encore sur sa 24 privée, à moteur V8 Climax, sans doute pour la dernière fois cette saison car la nouvelle monoplace qu'il a élaborée en collaboration avec l'ingénieur Ron Tauranac vient d'être achevée. UDT Laystall a renoncé à l'utilisation du moteur BRM, et les monoplaces de l'équipe, confiées à Innes Ireland et Masten Gregory, sont désormais toutes deux équipées du V8 Climax. La Lotus 24 de l'Écurie Filipinetti (aux mains de Jo Siffert) et celle de Wolfgang Seidel utilisent quant à elles le V8 BRM.
- Lotus 18 privées

Importateur Lotus aux États-Unis, Jay Chamberlain débute au niveau mondial au volant de sa Lotus 18 privée, sur laquelle il a auparavant disputé quelques courses hors championnat. C'est également le cas du Néo-Zélandais Tony Shelly, qui pilote la Lotus 18/21 (un châssis Type 18 avec carrosserie Type 21) de l'écurie John Dalton. Ces deux voitures utilisent un moteur Climax FPF (4 cylindres, 152 chevaux).
- Porsche 804 "Usine"

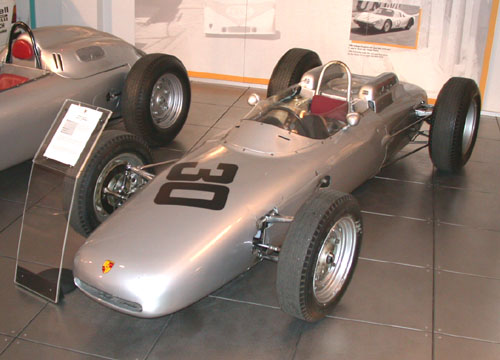
La Porsche 804, à moteur huit cylindres à plat, est désormais parfaitement au point.

Les dernières améliorations apportées aux Porsche 804, très décevantes en début de saison, ont porté leurs fruits, le constructeur de Stuttgart ayant successivement remporté le Grand Prix de France avec Dan Gurney et le Grand Prix de Solitude, obtenant même un doublé dans cette épreuve hors championnat où Gurney s'est imposé devant son coéquipier Joakim Bonnier. Pesant un peu plus de 450 kg, les 804 sont équipées d'un moteur huit cylindres à plat refroidi par air, alimenté par quatre carburateurs Weber double-corps, d'une puissance de 185 chevaux à 9200 tr/min. Les voitures de Gurney et Bonnier n'ont subi aucune modification technique depuis leur dernière victoire.
- Porsche 718 privée

Carel Godin de Beaufort dispose de son habituelle 718 à moteur quatre cylindres à plat refroidi par air (environ 165 chevaux). Il s'agit de l'ancienne formule 2 de Graham Hill, que le pilote amateur néerlandais a rachetée à l'usine à la fin de la saison 1960.
- Cooper T60 "Usine"

John Cooper engage les mêmes monoplaces qu'au Grand Prix de France, deux T60 à moteur V8 Climax FWMV pour Bruce McLaren et Tony Maggs. Les T60, conçues par Owen Maddock, utilisent une boîte de vitesses à six rapports développée en interne. Elles pèsent environ 465 kg.
- Cooper T59 privée

Le mécanicien Hugh Aiden-Jones a modifié un châssis T59 de Formule Junior pour y adapter un moteur Climax FPF et une boîte de vitesses Cooper à cinq rapports. La carrosserie a été redessinée pour intégrer le radiateur à l'avant. Engagée par l'écurie "Anglo-American Team" dirigée par Louise Bryden-Browne, cette monoplace (également baptisée Aiden-Cooper) a effectué sa première course à l'occasion du Grand Prix de Pau, aux mains de Ian Burgess, s'y classant huitième. Après plusieurs participations sans résultat notable dans diverses épreuves hors championnat, elle a obtenu un premier résultat encourageant avec la quatrième place de Burgess au Grand Prix de la Solitude. Toujours aux mains du pilote britannique, elle effectue à Aintree sa première apparition en championnat du monde.
- Cooper T53 privée

Jackie Lewis a engagé sa T53 personnelle, sous les couleurs de l'Ecurie Galloise. Elle est équipée d'un moteur Climax FPF.
- Lola Mk4

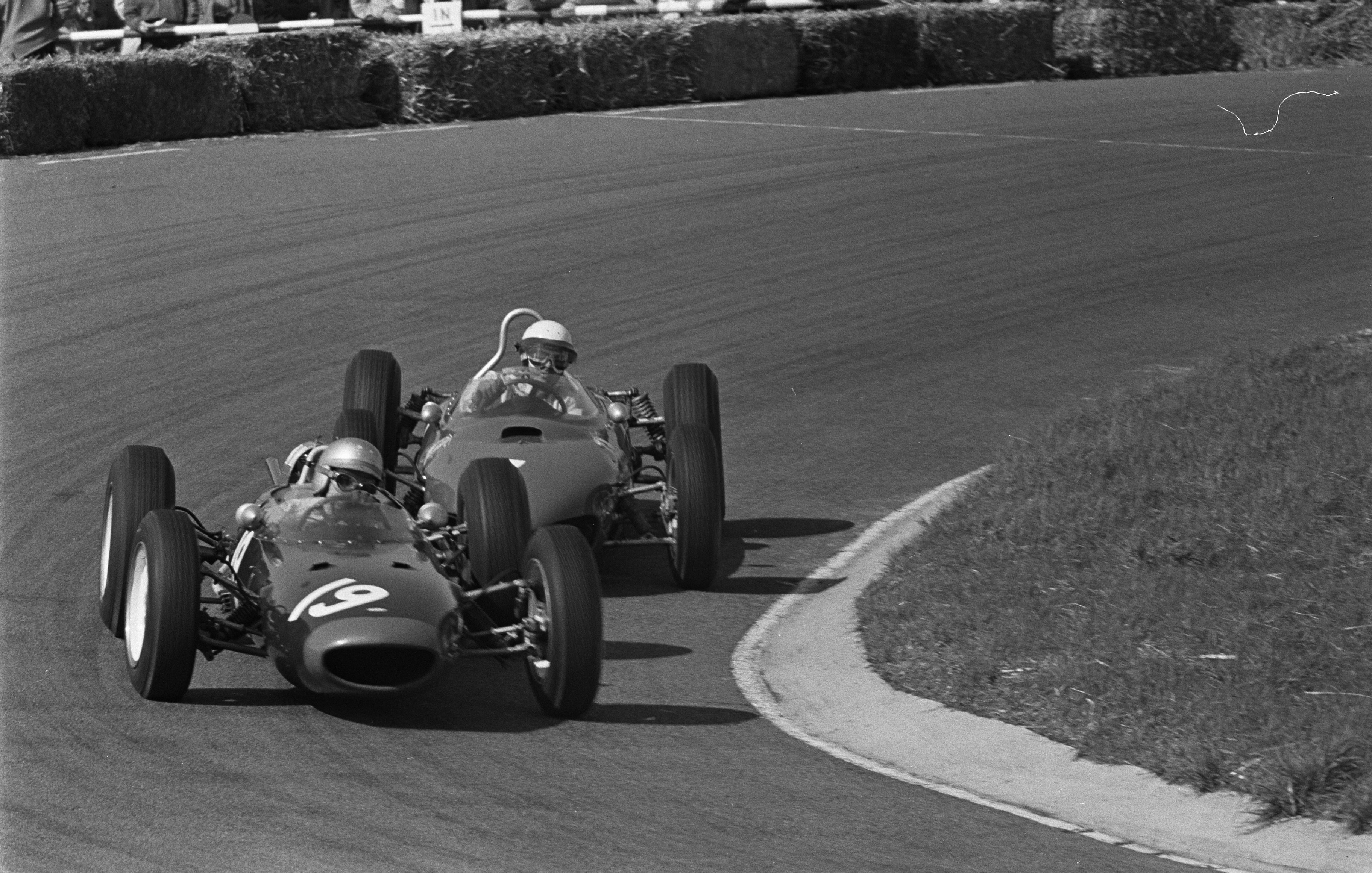
La Lola Mk4 de John Surtees, vue ici à Zandvoort.

Au côté des deux Lola Mk4 à moteur Climax V8 utilisées depuis le début de saison, l'équipe Bowmaker Racing de Reg Parnell a également amené une troisième voiture, une Mk4A, évolution du modèle précédent, allégée, avec suspension modifiée. Elle utilise la nouvelle boîte six vitesses Colotti, au lieu de l'habituelle boîte à cinq rapports. Premier pilote de l'équipe, John Surtees est épaulé par l'expérimenté Roy Salvadori.
- Emeryson Mk2 & Mk3 "Usine"

Rachetée par le jeune milliardaire Hugh Powell quelques semaines plus tôt, l'équipe Emeryson fait courir une Mk2 de la saison passée, à moteur Climax FPF et boîte de vitesses Colotti, pour l'Américain Tony Settember. La récente Mk3 (évolution de la Mk2) devait également participer aux mains de John Campbell-Jones, mais ce dernier a détruit la voiture lors des essais du Grand Prix de Solitude, se blessant grièvement.
- Gilby

La nouvelle Gilby à moteur BRM et boîte Colotti à six rapports, conçue par Len Terry, devait débuter à Aintree aux mains de Keith Greene, mais sa réalisation a pris du retard et le pilote britannique a dû déclarer forfait.

## Coureurs inscrits
| no  | Pilote                   | Écurie                      | Constructeur | Modèle       | N° châssis | Moteur                      | Pneumatiques |
| --- | ------------------------ | --------------------------- | ------------ | ------------ | ---------- | --------------------------- | ------------ |
| 2   | Phil Hill                | Ferrari SEFAC               | Ferrari      | Ferrari 156  | 156-007    | Ferrari 178 V6 (120°)       | D            |
| 4   | Ricardo Rodríguez        | Ferrari SEFAC               | Ferrari      | Ferrari 156  | -          | Ferrari 178 V6 (120°)       | D            |
| 6   | Giancarlo Baghetti       | Ferrari SEFAC               | Ferrari      | Ferrari 156  | -          | Ferrari 178 V6 (120°)       | D            |
| 8   | Dan Gurney               | Porsche System Engineering  | Porsche      | Porsche 804  | 804-01     | Porsche 753 F8              | D            |
| 10  | Joakim Bonnier           | Porsche System Engineering  | Porsche      | Porsche 804  | 804-02     | Porsche 753 F8              | D            |
| 12  | Graham Hill              | Owen Racing Organisation    | BRM          | BRM P57      | 5781       | BRM P56 V8                  | D            |
| 12T | Graham Hill              | Owen Racing Organisation    | BRM          | BRM P57      | 5785       | BRM P56 V8                  | D            |
| 14  | Richie Ginther           | Owen Racing Organisation    | BRM          | BRM P57      | 5784       | BRM P56 V8                  | D            |
| 16  | Bruce McLaren            | Cooper Car Company          | Cooper       | Cooper T60   | F1-17-61   | Coventry Climax FWMV V8     | D            |
| 18  | Tony Maggs               | Cooper Car Company          | Cooper       | Cooper T60   | F1-18-61   | Coventry Climax FWMV V8     | D            |
| 20  | Jim Clark                | Team Lotus                  | Lotus        | Lotus 25     | 25 R2      | Coventry Climax FWMV V8     | D            |
| 22  | Trevor Taylor            | Team Lotus                  | Lotus        | Lotus 24     | 24-948     | Coventry Climax FWMV V8     | D            |
| 24  | John Surtees             | Bowmaker Racing             | Lola         | Lola Mk4     | BRGP-42    | Coventry Climax FWMV V8     | D            |
| 24T | John Surtees             | Bowmaker Racing             | Lola         | Lola Mk4A    | BRGP-44    | Coventry Climax FWMV V8     | D            |
| 26  | Roy Salvadori            | Bowmaker Racing             | Lola         | Lola Mk4     | BRGP-43    | Coventry Climax FWMV V8     | D            |
| 28  | Maurice Trintignant      | Rob Walker Racing Team      | Lotus        | Lotus 24     | 24-940     | Coventry Climax FWMV V8     | D            |
| 30  | Jack Brabham             | Brabham Racing Organisation | Lotus        | Lotus 24     | 24-947     | Coventry Climax FWMV V8     | D            |
| 32  | Innes Ireland            | UDT Laystall Racing Team    | Lotus        | Lotus 24     | 24-943     | Coventry Climax FWMV V8     | D            |
| 34  | Masten Gregory           | UDT Laystall Racing Team    | Lotus        | Lotus 24     | 24-944     | Coventry Climax FWMV V8     | D            |
| 36  | Ian Burgess              | Anglo-American Team         | Cooper       | Cooper T59   | FJ-?-62    | Coventry Climax FPF MkII L4 | D            |
| 38  | John Campbell-Jones      | Emeryson Cars               | Emeryson     | Emeryson Mk3 | 1006       | Coventry Climax FPF MkII L4 | D            |
| 40  | Tony Settember           | Emeryson Cars               | Emeryson     | Emeryson Mk2 | 1004       | Coventry Climax FPF MkII L4 | D            |
| 42  | Jackie Lewis             | Ecurie Galloise             | Cooper       | Cooper T53   | F1-6-61    | Coventry Climax FPF MkII L4 | D            |
| 44  | Wolfgang Seidel          | Autosport Team W Seidel     | Lotus        | Lotus 24     | 24-946     | BRM P56 V8                  | D            |
| 46  | Jay Chamberlain          | Ecurie Excelsior            | Lotus        | Lotus 18     | 18-816     | Coventry Climax FPF MkI L4  | D            |
| 48  | Tony Shelly Keith Greene | John Dalton                 | Lotus        | Lotus 18/21  | P1         | Coventry Climax FPF MkI L4  | D            |
| 50  | Keith Greene             | Gilby Engineering           | Gilby        | Gilby 62     | 02         | BRM P56 V8                  | D            |
| 52  | Jo Siffert               | Écurie Filipinetti          | Lotus        | Lotus 24     | 24-950     | BRM P56 V8                  | D            |
| 54  | Carel Godin de Beaufort  | Ecurie Maarsbergen          | Porsche      | Porsche 718  | 718-201    | Porsche 547/3 F4            | D            |

## Qualifications
Deux séances d'essais sont prévues, les matins des jeudi et vendredi précédant la course.

### Première journée - jeudi 19 juillet

#### Première session
Les essais débutent le jeudi en début d'après-midi, sous le soleil. Durant cette première heure, Dan Gurney se met en évidence, établissant rapidement un temps de référence au volant de sa Porsche, qui sera égalé en fin de session par Innes Ireland (Lotus) et Richie Ginther (BRM). Sur l'autre BRM, Graham Hill semblait en mesure de devancer ses adversaires avant qu'un moteur explosé n'interrompe sa séance, tandis que dans l'équipe officielle Lotus, Jim Clark, insatisfait des réglages de sa monoplace, n'est pas parvenu à renouveler sa performance d'avril dernier sur ce circuit.

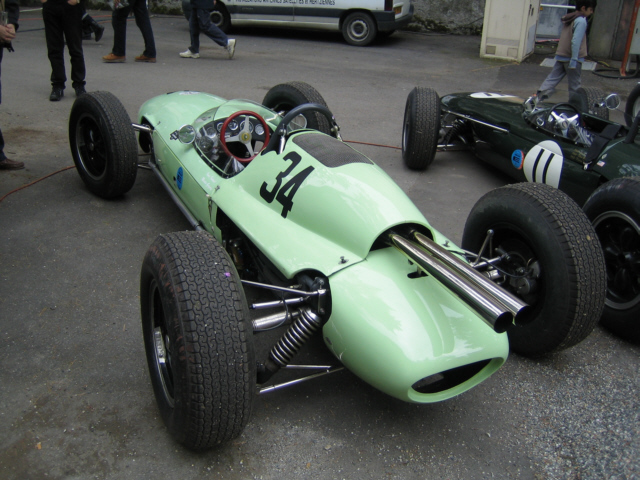
La Lotus 24 d'Innes Ireland, parmi les plus rapides de la première séance d'essais.

| Pos. | Pilote                  | Écurie          | Temps        | Écart    |
| ---- | ----------------------- | --------------- | ------------ | -------- |
| 1    | Dan Gurney              | Porsche         | 1 min 55 s 2 |          |
| 2    | Innes Ireland           | Lotus-Climax    | 1 min 55 s 2 |          |
| 3    | Richie Ginther          | BRM             | 1 min 55 s 2 |          |
| 4    | Jim Clark               | Lotus-Climax    | 1 min 55 s 6 | + 0 s 4  |
| 5    | Graham Hill             | BRM             | 1 min 55 s 8 | + 0 s 6  |
| 6    | John Surtees            | Lola-Climax     | 1 min 55 s 8 | + 0 s 6  |
| 7    | Joakim Bonnier          | Porsche         | 1 min 56 s 0 | + 0 s 8  |
| 8    | Trevor Taylor           | Lotus-Climax    | 1 min 56 s 8 | + 1 s 6  |
| 9    | Roy Salvadori           | Lola-Climax     | 1 min 57 s 4 | + 2 s 2  |
| 10   | Masten Gregory          | Lotus-Climax    | 1 min 58 s 0 | + 2 s 8  |
| 11   | Phil Hill               | Ferrari         | 1 min 58 s 6 | + 3 s 4  |
| 12   | Bruce McLaren           | Cooper-Climax   | 2 min 02 s 0 | + 6 s 8  |
| 13   | Carel Godin de Beaufort | Porsche         | 2 min 02 s 0 | + 6 s 8  |
| 14   | Tony Shelly             | Lotus-Climax    | 2 min 03 s 6 | + 8 s 4  |
| 15   | Tony Settember          | Emeryson-Climax | 2 min 06 s 0 | + 10 s 8 |
| 16   | Jackie Lewis            | Cooper-Climax   | 2 min 08 s 6 | + 13 s 4 |

#### Deuxième session
Les essais F1 reprennent après la séance d'entraînement des «saloon cars». La pause a permis à Clark d'affiner la mise au point de sa Lotus, et le pilote écossais va se montrer le plus rapide au cours de cette deuxième heure d'essais, égalant le record du tour. Bien qu'ayant légèrement amélioré ses chronos, Gurney échoue à près d'une seconde du pilote Lotus, devançant de peu John Surtees qui, après avoir brièvement essayé le nouveau mulet de l'équipe Lola, a préféré reprendre le volant de sa monoplace habituelle. Graham Hill n'a pu participer à cette session, le nouveau moteur n'ayant pu être remonté à temps. Très mécontent du comportement de sa Ferrari, Phil Hill n'a pu se mêler aux meilleurs ; le champion du monde est relégué à près de quatre secondes de Clark !
| Pos. | Pilote                  | Écurie          | Temps        | Écart    |
| ---- | ----------------------- | --------------- | ------------ | -------- |
| 1    | Jim Clark               | Lotus-Climax    | 1 min 54 s 0 |          |
| 2    | Dan Gurney              | Porsche         | 1 min 54 s 8 | + 0 s 8  |
| 3    | John Surtees            | Lola-Climax     | 1 min 55 s 0 | + 1 s 0  |
| 4    | Joakim Bonnier          | Porsche         | 1 min 55 s 2 | + 1 s 2  |
| 5    | Richie Ginther          | BRM             | 1 min 55 s 6 | + 1 s 6  |
| 6    | Jack Brabham            | Lotus-Climax    | 1 min 55 s 8 | + 1 s 8  |
| 7    | Innes Ireland           | Lotus-Climax    | 1 min 55 s 8 | + 1 s 8  |
| 8    | Trevor Taylor           | Lotus-Climax    | 1 min 56 s 4 | + 2 s 4  |
| 9    | Bruce McLaren           | Cooper-Climax   | 1 min 56 s 6 | + 2 s 6  |
| 10   | Masten Gregory          | Lotus-Climax    | 1 min 57 s 2 | + 3 s 2  |
| 11   | Roy Salvadori           | Lola-Climax     | 1 min 57 s 4 | + 3 s 4  |
| 12   | Phil Hill               | Ferrari         | 1 min 57 s 8 | + 3 s 8  |
| 13   | Carel Godin de Beaufort | Porsche         | 2 min 01 s 4 | + 7 s 4  |
| 14   | Ian Burgess             | Cooper-Climax   | 2 min 01 s 6 | + 7 s 6  |
| 15   | Jackie Lewis            | Cooper-Climax   | 2 min 02 s 4 | + 8 s 4  |
| 16   | Tony Shelly             | Lotus-Climax    | 2 min 02 s 4 | + 8 s 4  |
| 17   | Tony Settember          | Emeryson-Climax | 2 min 03 s 2 | + 9 s 2  |
| 18   | Jay Chamberlain         | Lotus-Climax    | 2 min 05 s 6 | + 11 s 6 |
| 19   | Tony Maggs              | Cooper-Climax   | 2 min 06 s 0 | + 12 s 0 |

### Deuxième journée - vendredi 20 juillet

#### Première session
Il fait à nouveau beau et chaud pour la deuxième journée d'essais, le vendredi après-midi, comprenant comme la veille deux sessions d'une heure. La première débute à treize heures. La BRM de Graham Hill dispose d'un nouveau moteur mais après seulement quelques kilomètres le Britannique doit rentrer au stand à cause d'une importante fuite d'huile. La piste en est maculée, et ce n'est qu'à la fin de la séance que les pilotes vont pouvoir aligner les tours rapides sans  toutefois parvenir à battre le temps réalisé le jeudi par Jim Clark. Ce dernier a d'ailleurs vu sa séance perturbée par des problèmes d'allumage et c'est Surtees qui réalise la meilleure performance, suivi de peu par Ireland et Bruce McLaren, qui après une bonne séance de mise au point a amélioré de deux secondes ses performances de la veille.
| Pos. | Pilote          | Écurie          | Temps        | Écart    |
| ---- | --------------- | --------------- | ------------ | -------- |
| 1    | John Surtees    | Lola-Climax     | 1 min 54 s 2 |          |
| 2    | Innes Ireland   | Lotus-Climax    | 1 min 54 s 4 | + 0 s 2  |
| 3    | Bruce McLaren   | Cooper-Climax   | 1 min 54 s 6 | + 0 s 4  |
| 4    | Graham Hill     | BRM             | 1 min 55 s 0 | + 0 s 8  |
| 5    | Jim Clark       | Lotus-Climax    | 1 min 55 s 0 | + 0 s 8  |
| 6    | Richie Ginther  | BRM             | 1 min 55 s 2 | + 1 s 0  |
| 7    | Trevor Taylor   | Lotus-Climax    | 1 min 56 s 0 | + 1 s 8  |
| 8    | Jack Brabham    | Lotus-Climax    | 1 min 56 s 0 | + 1 s 8  |
| 9    | Roy Salvadori   | Lola-Climax     | 1 min 56 s 2 | + 2 s 0  |
| 10   | Phil Hill       | Ferrari         | 1 min 56 s 6 | + 2 s 4  |
| 11   | Dan Gurney      | Porsche         | 1 min 56 s 8 | + 2 s 6  |
| 12   | Masten Gregory  | Lotus-Climax    | 1 min 58 s 6 | + 4 s 4  |
| 13   | Tony Maggs      | Cooper-Climax   | 1 min 59 s 0 | + 4 s 8  |
| 14   | Jackie Lewis    | Cooper-Climax   | 2 min 00 s 4 | + 6 s 2  |
| 15   | Joakim Bonnier  | Porsche         | 2 min 00 s 6 | + 6 s 4  |
| 16   | Ian Burgess     | Cooper-Climax   | 2 min 01 s 6 | + 7 s 4  |
| 17   | Tony Settember  | Emeryson-Climax | 2 min 02 s 4 | + 8 s 2  |
| 18   | Jay Chamberlain | Lotus-Climax    | 2 min 04 s 6 | + 10 s 4 |
| 19   | Keith Greene    | Lotus-Climax    | 2 min 08 s 2 | + 14 s 0 |
| 20   | Tony Shelly     | Lotus-Climax    | 2 min 17 s 4 | + 23 s 2 |
| 21   | Wolfgang Seidel | Lotus-BRM       | 2 min 25 s 6 | + 31 s 4 |

#### Deuxième session
La température a un peu baissé pour la dernière d'essais et Clark, qui a retrouvé une monoplace parfaitement au point, en profite pour battre son propre record, à 153 km/h de moyenne. Personne ne sera en mesure d'approcher la performance de l'Écossais, les plus rapides de ses adversaires, McLaren et Graham Hill, échouant à une seconde. Clark s'adjuge donc la pole position, Surtees et Ireland complétant la première ligne grâce aux temps qu'ils ont réalisés lors de la session précédente. McLaren et Graham Hill se partagent la seconde ligne, devançant finalement Gurney dont la monoplace s'est montrée moins performante que la veille. Bien qu'ayant gagné deux secondes sur son temps du jeudi, Phil Hill est encore loin des meilleurs et ne s'élancera qu'en douzième position au volant de la seule Ferrari engagée.
| Pos. | Pilote                  | Écurie          | Temps        | Écart    |
| ---- | ----------------------- | --------------- | ------------ | -------- |
| 1    | Jim Clark               | Lotus-Climax    | 1 min 53 s 6 |          |
| 2    | Bruce McLaren           | Cooper-Climax   | 1 min 54 s 6 | + 1 s 0  |
| 3    | Graham Hill             | BRM             | 1 min 54 s 6 | + 1 s 0  |
| 4    | Joakim Bonnier          | Porsche         | 1 min 55 s 4 | + 1 s 8  |
| 5    | Jack Brabham            | Lotus-Climax    | 1 min 55 s 4 | + 1 s 8  |
| 6    | Dan Gurney              | Porsche         | 1 min 55 s 8 | + 2 s 2  |
| 7    | Phil Hill               | Ferrari         | 1 min 56 s 2 | + 2 s 6  |
| 8    | Trevor Taylor           | Lotus-Climax    | 1 min 56 s 4 | + 2 s 8  |
| 9    | Richie Ginther          | BRM             | 1 min 56 s 8 | + 3 s 2  |
| 10   | Tony Maggs              | Cooper-Climax   | 1 min 57 s 0 | + 3 s 4  |
| 11   | Masten Gregory          | Lotus-Climax    | 1 min 57 s 4 | + 3 s 8  |
| 12   | John Surtees            | Lola-Climax     | 1 min 58 s 8 | + 5 s 2  |
| 13   | Roy Salvadori           | Lola-Climax     | 1 min 59 s 0 | + 5 s 4  |
| 14   | Jackie Lewis            | Cooper-Climax   | 1 min 59 s 4 | + 5 s 8  |
| 15   | Ian Burgess             | Cooper-Climax   | 2 min 00 s 6 | + 7 s 0  |
| 16   | Carel Godin de Beaufort | Porsche         | 2 min 01 s 4 | + 7 s 8  |
| 17   | Jay Chamberlain         | Lotus-Climax    | 2 min 03 s 4 | + 19 s 8 |
| 18   | Tony Settember          | Emeryson-Climax | 2 min 03 s 6 | + 10 s 0 |
| 19   | Wolfgang Seidel         | Lotus-BRM       | 2 min 11 s 6 | + 18 s 0 |

## Grille de départ du Grand Prix

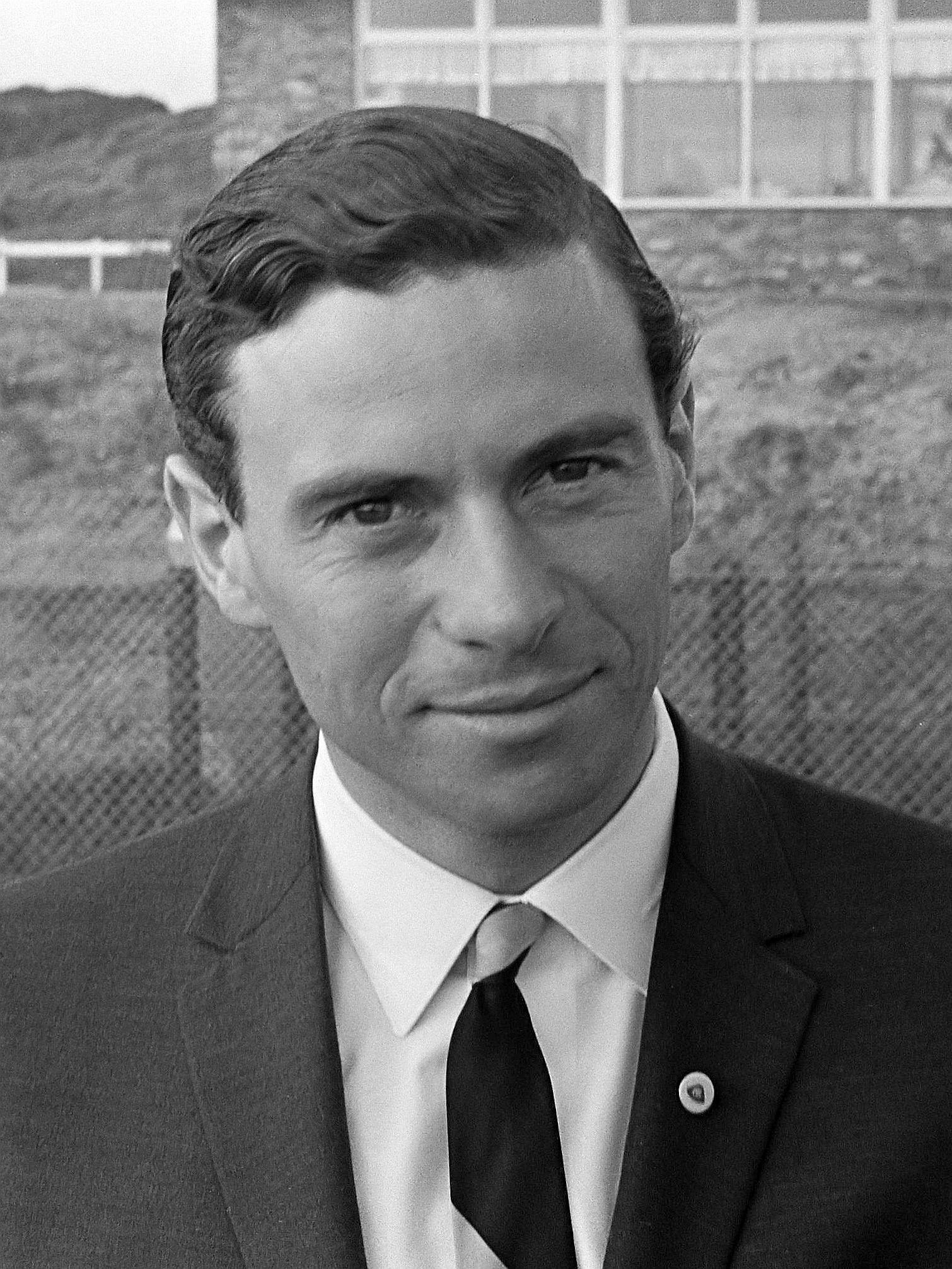
Nouvelle pole position pour Jim Clark, de loin le plus rapide aux essais.

| 1re ligne | Pos. 1                      |                                 | Pos. 2                        |                                | Pos. 3                     |
|           | Clark Lotus 1 min 53 s 6    |                                 | Surtees Lola 1 min 54 s 2     |                                | Ireland Lotus 1 min 54 s 4 |
| 2e ligne  |                             | Pos. 4                          |                               | Pos. 5                         |                            |
|           |                             | McLaren Cooper 1 min 54 s 6     |                               | G. Hill BRM 1 min 54 s 6       |                            |
| 3e ligne  | Pos. 6                      |                                 | Pos. 7                        |                                | Pos. 8                     |
|           | Gurney Porsche 1 min 54 s 8 |                                 | Bonnier Porsche 1 min 55 s 2  |                                | Ginther BRM 1 min 55 s 2   |
| 4e ligne  |                             | Pos. 9                          |                               | Pos. 10                        |                            |
|           |                             | Brabham Lotus 1 min 55 s 4      |                               | Taylor Lotus 1 min 56 s 0      |                            |
| 5e ligne  | Pos. 11                     |                                 | Pos. 12                       |                                | Pos. 13                    |
|           | Salvadori Lola 1 min 56 s 2 |                                 | P. Hill Ferrari 1 min 56 s 2  |                                | Maggs Cooper 1 min 57 s 0  |
| 6e ligne  |                             | Pos. 14                         |                               | Pos. 15                        |                            |
|           |                             | Gregory Lotus 1 min 57 s 2      |                               | Lewis Cooper 1 min 59 s 4      |                            |
| 7e ligne  | Pos. 16                     |                                 | Pos. 17                       |                                | Pos. 18                    |
|           | Burgess Cooper 2 min 00 s 6 |                                 | Beaufort Porsche 2 min 01 s 4 |                                | Shelly Lotus 2 min 02 s 4  |
| 8e ligne  |                             | Pos. 19                         |                               | Pos. 20                        |                            |
|           |                             | Settember Emeryson 2 min 02 s 4 |                               | Chamberlain Lotus 2 min 03 s 4 |                            |
| 9e ligne  |                             |                                 | Pos. 21                       |                                |                            |
|           |                             |                                 | Seidel Lotus 2 min 11 s 6     |                                |                            |

## Déroulement de la course
Le départ est donné le samedi après-midi devant environ cent mille spectateurs, sous un beau soleil qui a rapidement asséché la piste après les averses matinales. Sur la première ligne, Innes Ireland se retrouve dans l'impossibilité de sélectionner une vitesse. Sa Lotus reste sur place alors que les vingt autres concurrents s'élancent. Ses mécaniciens le poussent ensuite jusqu'au stand et parviennent à débloquer la boîte de vitesses en enlevant une pièce cassée, mais il partira avec plusieurs tours de retard et devra effectuer la course privé des second et troisième rapports. Jim Clark a pris le meilleur départ et au premier passage devant les tribunes sa Lotus précède de peu la Lola de John Surtees, la Porsche de Dan Gurney et la Cooper de Bruce McLaren. Légèrement détachés viennent ensuite la Lotus de Jack Brabham et la BRM de Graham Hill, puis le reste du peloton. Clark et Surtees vont rapidement prendre du champ sur leurs poursuivants, Gurney et McLaren ne pouvant suivre le rythme des deux pilotes britanniques. Derrière, la cinquième place est très disputée entre Brabham et Hill alors que Joakim Bonnier, après un mauvais départ, remonte progressivement jusqu'en septième position au volant de sa Porsche. Au septième tour, Hill parvient à dépasser Brabham et à se rapprocher de McLaren. Au dixième passage, Clark est parvenu à se construire une marge de trois secondes sur Surtees, qui semble le seul en mesure de tenir le rythme de l'Écossais. Gurney et McLaren comptent déjà une dizaine de secondes de retard sur la Lotus de tête. Le pilote Porsche a de plus en plus de mal à se maintenir devant la Cooper, et au cours du treizième tour McLaren s'empare de la troisième place. Quatre boucles plus tard, c'est au tour de Hill de déborder l'Américain, gêné par son embrayage qui commence à patiner. En tête, Clark a creusé l'écart ; au vingtième passage devant les stands, sept secondes séparent désormais les deux premiers. McLaren est alors à vingt-cinq secondes de la Lotus ; il précède de quelques longueurs Hill, lui-même détaché devant Gurney, ce dernier étant désormais sous la menace directe de Brabham.
Bien que sensiblement plus rapide que son adversaire, Clark continue à forcer l'allure afin de s'assurer un avantage décisif. La pression exercée par Surtees va cependant se relâcher lorsque l'ex-motard perd l'usage de sa seconde vitesse, peu avant le trentième tour ; l'écart entre les deux Britanniques se creuse alors irrémédiablement, atteignant quinze secondes à la mi-course. Clark vient alors de s'assurer définitivement le record de la piste, à 151 km/h de moyenne. McLaren a également perdu du terrain, son retard approchant les cinquante secondes. Il maintient néanmoins à la troisième place car Hill, derrière lui, a pour consigne de ne pas l'attaquer afin de ménager ses pneus, les techniciens de Dunlop craignant une usure prématurée du train arrière de la BRM, un peu plus lourd que celui de ses concurrentes directes qui utilisent un moteur Climax. Brabham, cinquième après s'être facilement débarrassé de Gurney, commence à se montrer menaçant. La deuxième partie de course va cependant se révéler monotone. Malgré un allumage parfois défaillant sur un des huit cylindres du moteur Climax, Clark continue à asseoir sa position, tandis que l'avance de Surtees sur le reste du peloton le met à l'abri d'un retour de ses adversaires, malgré son problème de transmission. Respectant à la lettre les directives de son stand, Hill se contente de suivre McLaren, tout en surveillant la progression de Brabham. Au quarante-et-unième tour, Tony Maggs (Cooper) a dépossédé Gurney, de plus en plus handicapé par ses problèmes d'embrayage, de sa sixième place. Hormis l'abandon de Phil Hill (dont la Scuderia Ferrari n'a jamais été dans le coup) et la régression de Gurney, le classement n'évoluera plus jusqu'à l'arrivée, Clark remportant sa deuxième victoire en championnat avec près de cinquante secondes d'avance sur Surtees et sur le point de prendre à Hill, qui malgré sa frustrante quatrième place derrière McLaren, conserve la tête du championnat.

### Classements intermédiaires
Classements intermédiaires des monoplaces aux premier, cinquième, dixième, quinzième, vingtième, trentième, quarantième, cinquantième et soixantième tours,.

### Classement de la course
| Pos  | No | Pilote                  | Écurie          | Tours | Temps/Abandon                      | Grille | Points |
| ---- | -- | ----------------------- | --------------- | ----- | ---------------------------------- | ------ | ------ |
| 1    | 20 | Jim Clark               | Lotus-Climax    | 75    | 2 h 26 min 20 s 8                  | 1      | 9      |
| 2    | 24 | John Surtees            | Lola-Climax     | 75    | 2 h 27 min 10 s 0 (+ 49 s 2)       | 2      | 6      |
| 3    | 16 | Bruce McLaren           | Cooper-Climax   | 75    | 2 h 28 min 05 s 6 (+ 1 min 44 s 8) | 4      | 4      |
| 4    | 12 | Graham Hill             | BRM             | 75    | 2 h 28 min 17 s 6 (+ 1 min 56 s 8) | 5      | 3      |
| 5    | 30 | Jack Brabham            | Lotus-Climax    | 74    | 2 h 26 min 41 s 4 (+ 1 tour)       | 9      | 2      |
| 6    | 18 | Tony Maggs              | Cooper-Climax   | 74    | 2 h 27 min 08 s 2 (+ 1 tour)       | 13     | 1      |
| 7    | 34 | Masten Gregory          | Lotus-Climax    | 74    | 2 h 27 min 44 s 6 (+ 1 tour)       | 14     |        |
| 8    | 22 | Trevor Taylor           | Lotus-Climax    | 74    | 2 h 28 min 16 s 2 (+ 1 tour)       | 10     |        |
| 9    | 8  | Dan Gurney              | Porsche         | 73    | 2 h 26 min 55 s 0 (+ 2 tours)      | 6      |        |
| 10   | 42 | Jackie Lewis            | Cooper-Climax   | 72    | 2 h 27 min 35 s 0 (+ 3 tours)      | 15     |        |
| 11   | 40 | Tony Settember          | Emeryson-Climax | 71    | 2 h 26 min 56 s 0 (+ 4 tours)      | 19     |        |
| 12   | 36 | Ian Burgess             | Cooper-Climax   | 71    | 2 h 27 min 48 s 4 (+ 4 tours)      | 16     |        |
| 13   | 14 | Richie Ginther          | BRM             | 70    | 2 h 27 min 17 s 0 (+ 5 tours)      | 8      |        |
| 14   | 54 | Carel Godin de Beaufort | Porsche         | 69    | 2 h 27 min 26 s 2 (+ 5 tours)      | 17     |        |
| 15   | 46 | Jay Chamberlain         | Lotus-Climax    | 64    | 2 h 27 min 26 s 2 (+ 11 tours)     | 20     |        |
| 16   | 32 | Innes Ireland           | Lotus-Climax    | 61    | 2 h 26 min 44 s 0 (+ 14 tours)     | 3      |        |
| Abd. | 2  | Phil Hill               | Ferrari         | 47    | Moteur                             | 12     |        |
| Abd. | 26 | Roy Salvadori           | Lola-Climax     | 35    | Batterie                           | 11     |        |
| Abd. | 10 | Jo Bonnier              | Porsche         | 27    | Différentiel                       | 7      |        |
| Abd. | 44 | Wolfgang Seidel         | Lotus-BRM       | 11    | Freins                             | 21     |        |
| Abd. | 48 | Tony Shelly             | Lotus-Climax    | 6     | Moteur                             | 18     |        |

Légende :
- Abd.=Abandon

### Pole position et record du tour
- Pole position :  Jim Clark en 1 min 53 s 6 (vitesse moyenne : 153,000 km/h). Temps réalisé lors de la journée d'essais du vendredi 20 juillet[18].
- Meilleur tour en course :  Jim Clark en 1 min 55 s 0 au 36e tour (vitesse moyenne : 151,137 km/h).

#### Évolution du record du tour en course
Le meilleur tour fut amélioré six fois au cours de l'épreuve.

### Tours en tête
- Jim Clark : 75 tours (1-75)

## Classement général à l'issue de la course
- Attribution des points : 9, 6, 4, 3, 2, 1 respectivement aux six premiers de chaque épreuve.
- Pour la coupe des constructeurs, même barème et seule la voiture la mieux classée de chaque équipe inscrit des points.
- Seuls les cinq meilleurs résultats sont comptabilisés.
- Le règlement permet aux pilotes de se relayer sur une même voiture, les points éventuellement acquis étant alors perdus pour pilotes et constructeur[18].

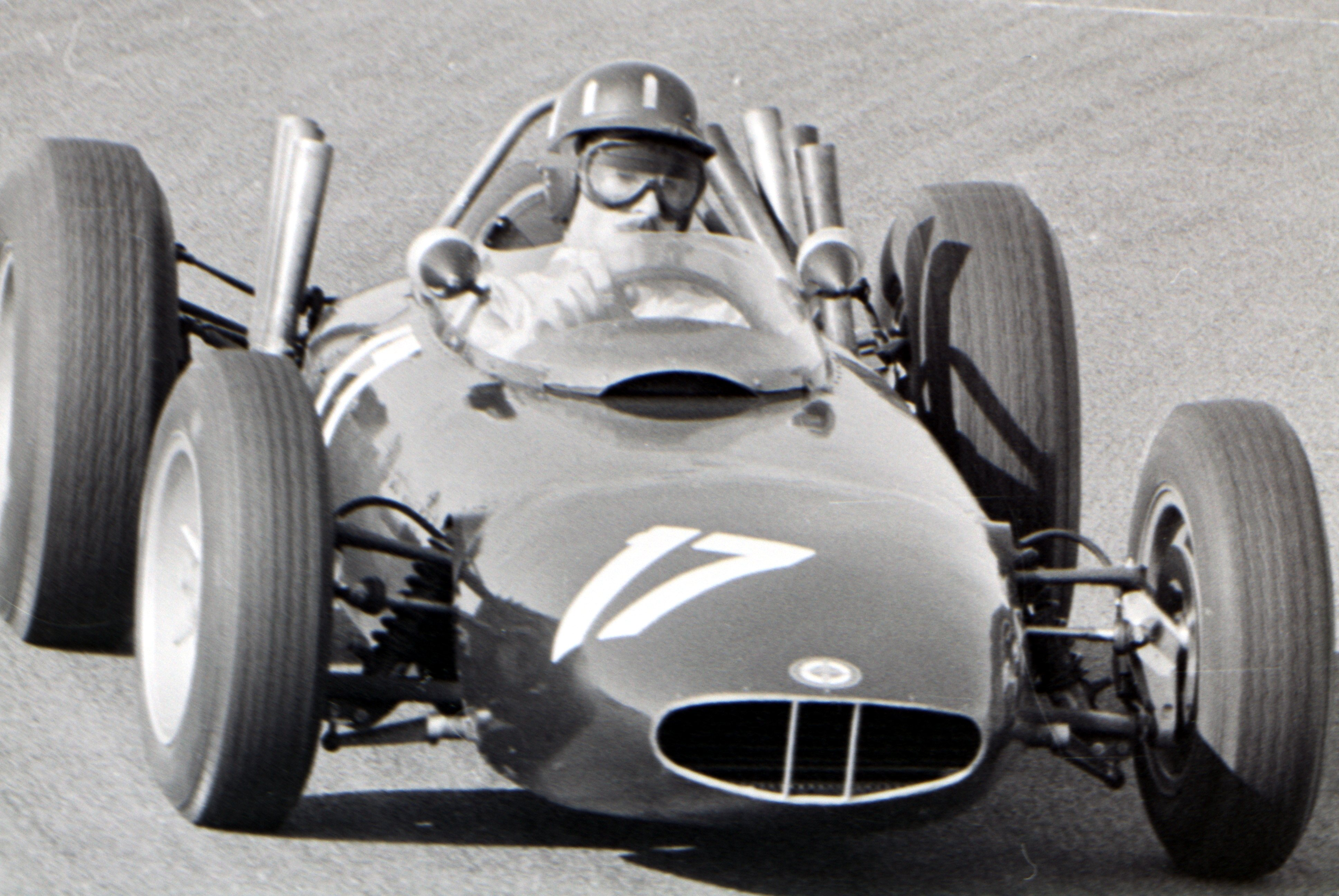
Depuis sa victoire à Zandvoort sur BRM, Graham Hill occupe la tête du championnat du monde.

| Pos. | Pilote                  | Écurie  | Points | NL | MON | BEL | FRA | GBR | ALL | ITA | USA | AFS |
| ---- | ----------------------- | ------- | ------ | -- | --- | --- | --- | --- | --- | --- | --- | --- |
| 1    | Graham Hill             | BRM     | 19     | 9  | 1   | 6   | -   | 3   |     |     |     |     |
| 2    | Jim Clark               | Lotus   | 18     | -  | -   | 9   | -   | 9   |     |     |     |     |
| 3    | Bruce McLaren           | Cooper  | 16     | -  | 9   | -   | 3   | 4   |     |     |     |     |
| 4    | Phil Hill               | Ferrari | 14     | 4  | 6   | 4   | -   | -   |     |     |     |     |
| 5    | John Surtees            | Lola    | 13     | -  | 3   | 2   | 2   | 6   |     |     |     |     |
| 6    | Dan Gurney              | Porsche | 9      | -  | -   | -   | 9   | -   |     |     |     |     |
|      | Tony Maggs              | Cooper  | 9      | 2  | -   | -   | 6   | 1   |     |     |     |     |
| 8    | Trevor Taylor           | Lotus   | 6      | 6  | -   | -   | -   | -   |     |     |     |     |
| 9    | Lorenzo Bandini         | Ferrari | 4      | -  | 4   | -   | -   | -   |     |     |     |     |
|      | Richie Ginther          | BRM     | 4      | -  | -   | -   | 4   | -   |     |     |     |     |
| 11   | Giancarlo Baghetti      | Ferrari | 3      | 3  | -   | -   | -   | -   |     |     |     |     |
|      | Ricardo Rodríguez       | Ferrari | 3      | -  | -   | 3   | -   | -   |     |     |     |     |
|      | Jack Brabham            | Lotus   | 3      | -  | -   | 1   | -   | 2   |     |     |     |     |
| 14   | Joakim Bonnier          | Porsche | 2      | -  | 2   | -   | -   | -   |     |     |     |     |
|      | Carel Godin de Beaufort | Porsche | 2      | 1  | -   | -   | 1   | -   |     |     |     |     |

| Pos. | Écurie        | Points | NL | MON | BEL | FRA | GBR | ALL | ITA | USA | AFS |
| ---- | ------------- | ------ | -- | --- | --- | --- | --- | --- | --- | --- | --- |
| 1    | Lotus-Climax  | 24     | 6  | -   | 9   | -   | 9   |     |     |     |     |
| 2    | BRM           | 23     | 9  | 1   | 6   | 4   | 3   |     |     |     |     |
| 3    | Cooper-Climax | 21     | 2  | 9   | -   | 6   | 4   |     |     |     |     |
| 4    | Ferrari       | 14     | 4  | 6   | 4   | -   | -   |     |     |     |     |
| 5    | Lola-Climax   | 13     | -  | 3   | 2   | 2   | 6   |     |     |     |     |
| 6    | Porsche       | 12     | 1  | 2   | -   | 9   | -   |     |     |     |     |

## À noter
- 2e victoire en championnat du monde pour Jim Clark.
- 7e victoire en championnat du monde pour Lotus en tant que constructeur.
- 21e victoire en championnat du monde pour Climax en tant que motoriste.